# Ramah (Nou Mèxic)
Ramah (navaho Tłʼohchiní) és una concentració de població designada pel cens dels Estats Units a l'estat de Nou Mèxic. Segons el cens del 2000 tenia 407 habitants.

## Demografia
Segons el cens del 2000, Ramah tenia 407 habitants, 121 habitatges, i 98 famílies. La densitat de població era de 41,2 habitants per km².
Dels 121 habitatges en un 50,4% hi vivien nens de menys de 18 anys, en un 66,9% hi vivien parelles casades, en un 10,7% dones solteres, i en un 18,2% no eren unitats familiars. En el 17,4% dels habitatges hi vivien persones soles el 8,3% de les quals corresponia a persones de 65 anys o més que vivien soles. El nombre mitjà de persones vivint en cada habitatge era de 3,36 i el nombre mitjà de persones que vivien en cada família era de 3,81.
Per edats la població es repartia de la següent manera: un 37,6% tenia menys de 18 anys, un 8,8% entre 18 i 24, un 24,6% entre 25 i 44, un 18,4% de 45 a 60 i un 10,6% 65 anys o més.
L'edat mediana era de 28 anys. Per cada 100 dones de 18 o més anys hi havia 93,9 homes.
La renda mediana per habitatge era de 25.313 $ i la renda mediana per família de 35.278 $. Els homes tenien una renda mediana de 17.143 $ mentre que les dones 19.792 $. La renda per capita de la població era de 10.419 $. Aproximadament el 23% de les famílies i el 31,2% de la població estaven per davall del llindar de pobresa.

## Poblacions properes
El següent diagrama mostra les poblacions més properes.